# برين بار
برين بار هو حدث سنوي يقام في بودابست بالمجر. يشار إليها باسم «نوع من الجنوب بواسطة الجنوب الغربي على نهر الدانوب» بسبب اشتراكها في مؤتمر التكنولوجيا والموسيقى. جذب هذا الحدث أكثر من 10000 زائر في عام 2018 من كل قارة وجمهور مباشر بأكثر من 38000 شخص.
يركز «برين بار» على التبادل الحر للأفكار بدلاً من الاتصال وحيد الاتجاه. ويتم تشجيع الجمهور على التواصل مباشرة مع المتحدثين. كما يستضيف المهرجان محادثات ومناقشات حول مائدة دائرية، تضم وجهات نظر متعارضة، ومحادثات أسطورية متحديًا للمعتقدات الشائعة. وذلك بهدف خلق بيئة مليئة بالتحدي والفكرالشمولي.